# Nymphenburg-Biedersteiner Kanal

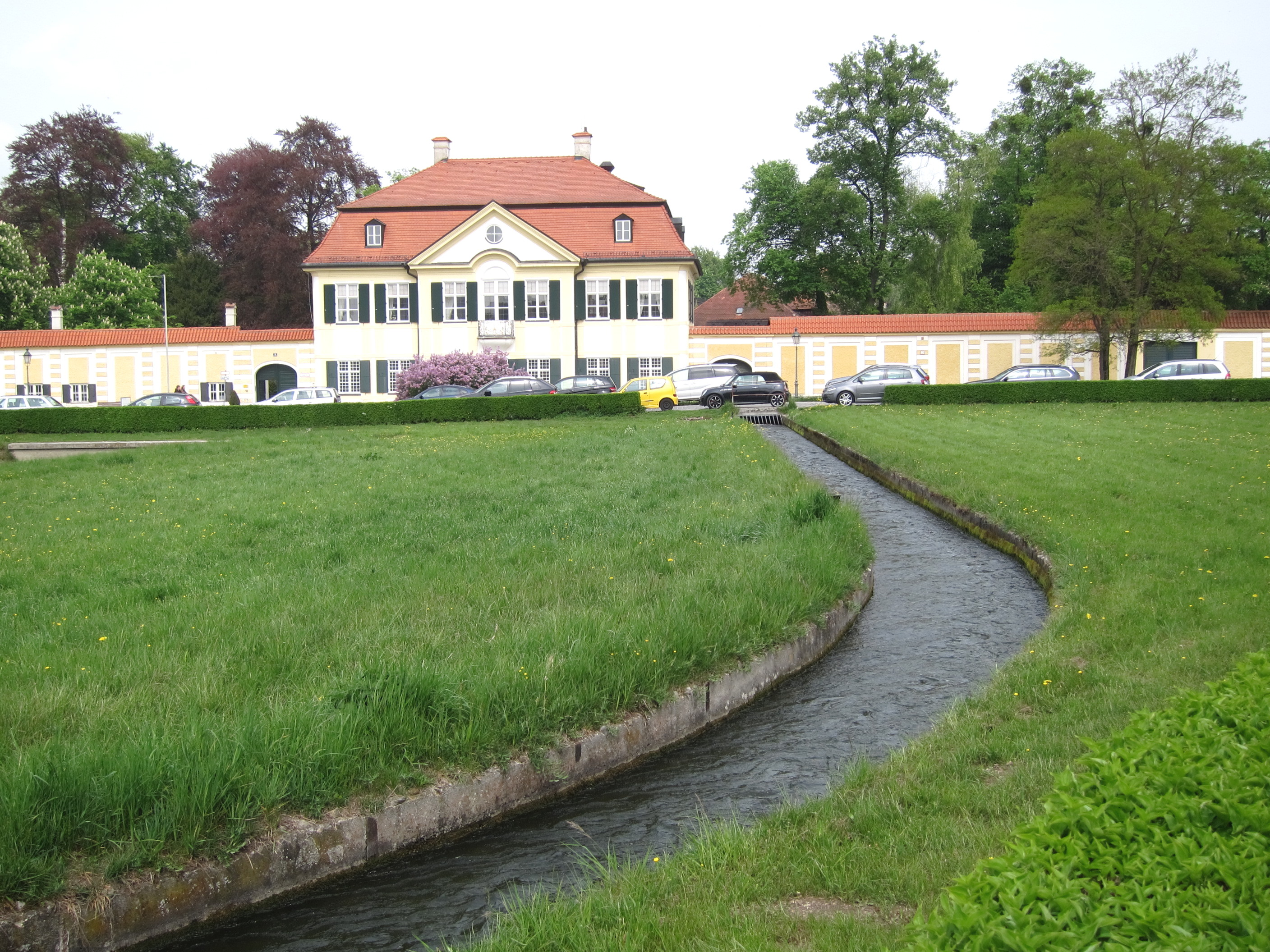
Nymphenburg-Biedersteiner Kanal im Nördlichen Schlossrondell vor der Nymphenburger Porzellanmanufaktur

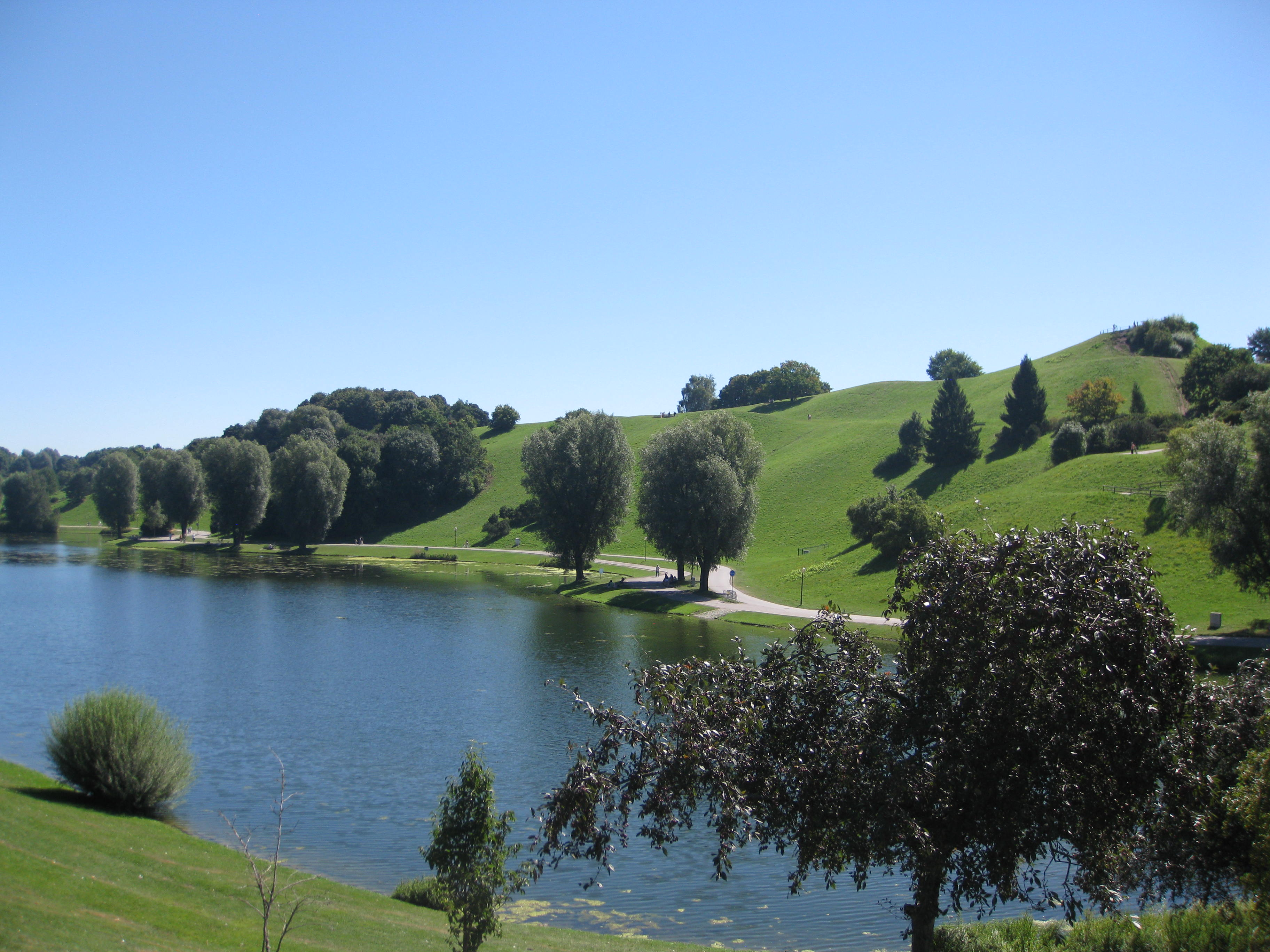
Olympiasee

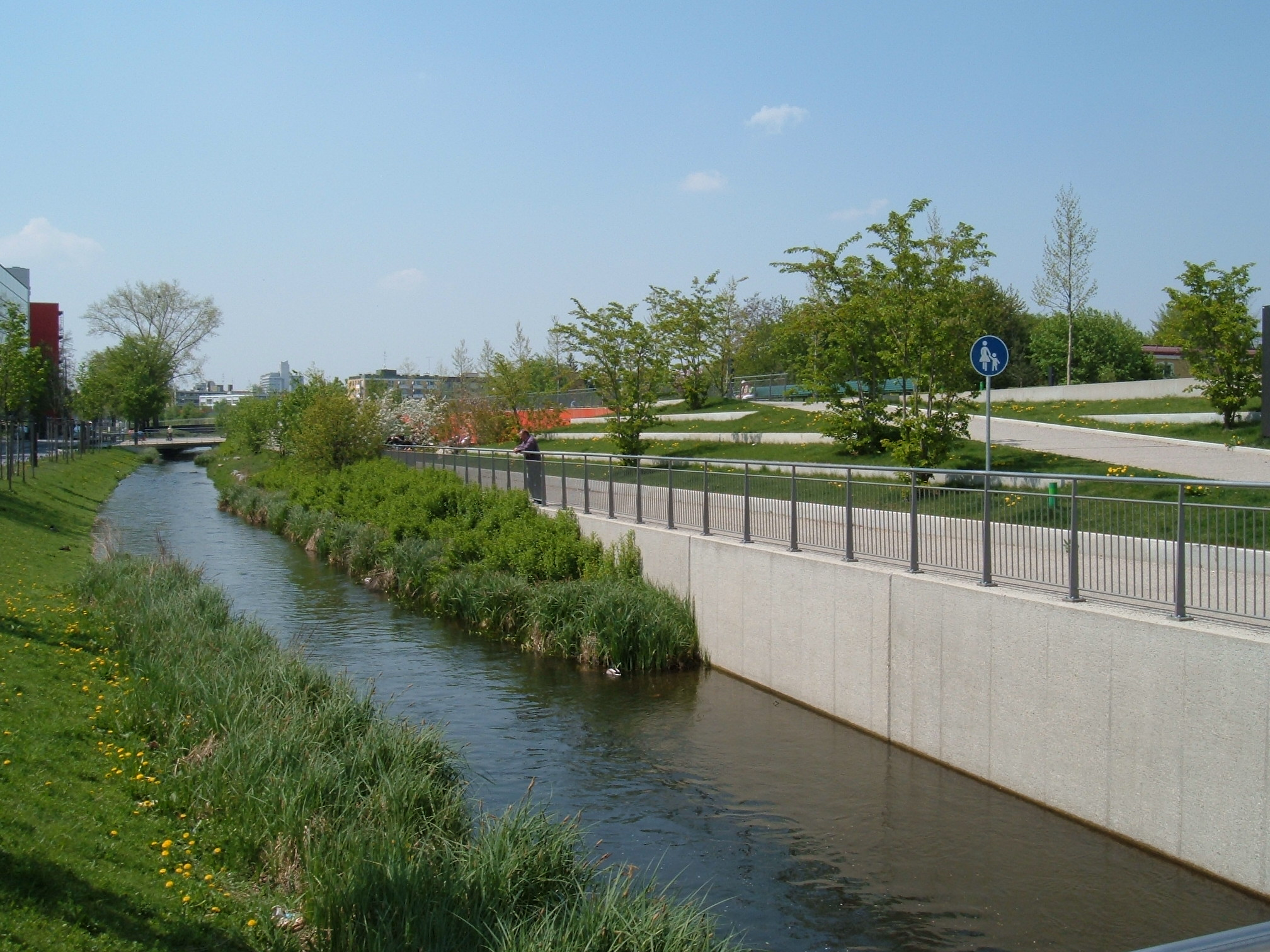
Der Nymphenburg-Biedersteiner Kanal am Petuelpark

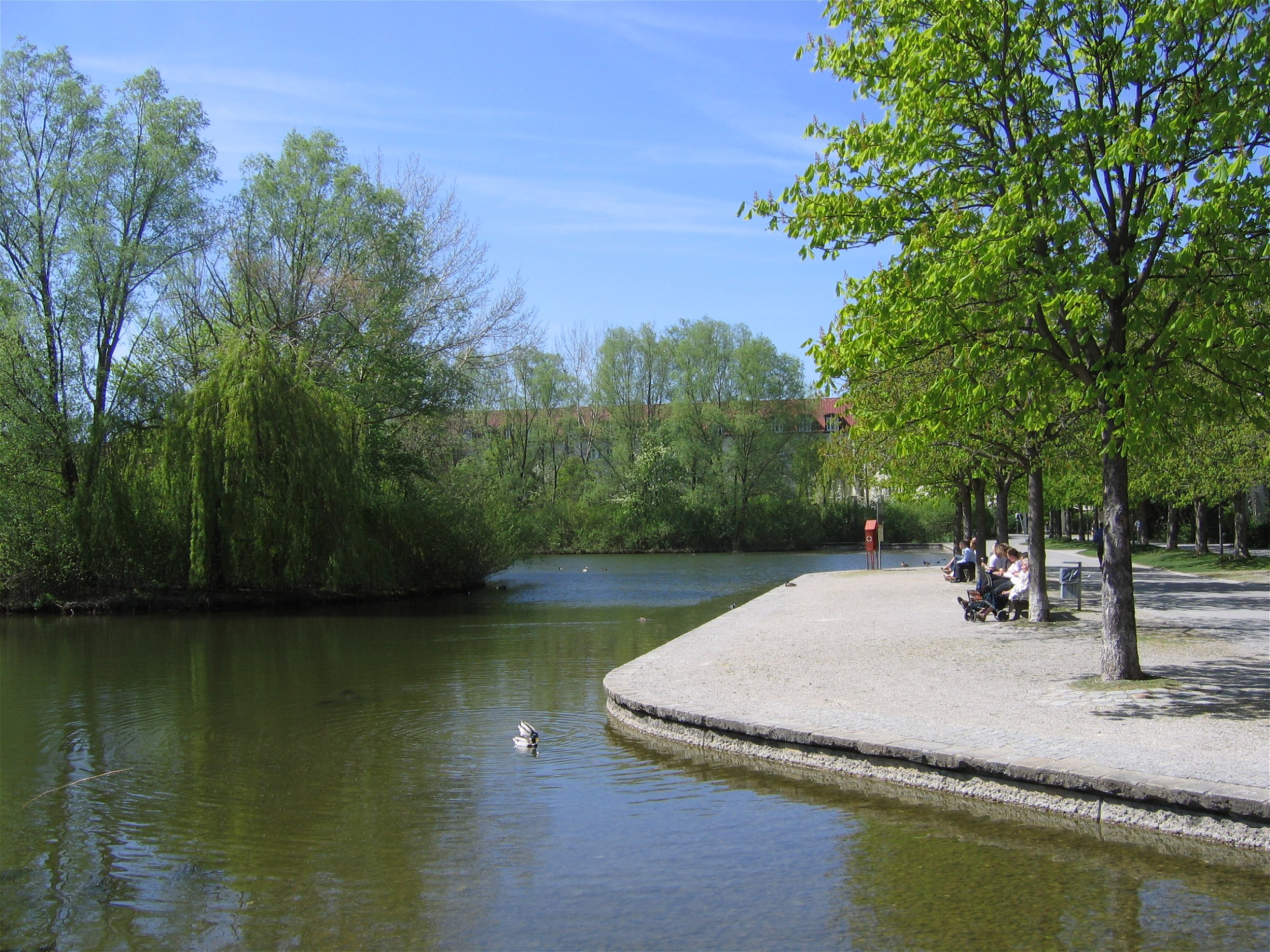
Schwabinger See

Der Nymphenburg-Biedersteiner Kanal ist ein Kanal in München und Teil des Nordmünchner Kanalsystems. Er wurde Anfang des 18. Jahrhunderts unter der Regentschaft von Kurfürst Maximilian II. Emanuel  angelegt und ist gemeinsam mit dem Nymphenburger Kanal ein Beispiel für barocke Landschaftsarchitektur in München.

## Geschichte
Anfang des 18. Jahrhunderts gab Kurfürst Max Emanuel ein großes Netz von Kanälen rund um München in Auftrag, um seine Residenzen Nymphenburg und Schleißheim auf dem Wasserweg zu verbinden. Die Kanäle waren so konzipiert, dass sie sich sowohl für den Waren- als auch für den Personentransport eigneten und so eine Alternative zu Pferdekutschen darstellten. Für die Arbeit soll er neben Soldaten auch Kriegsgefangene aus den Türkenkriegen herangezogen haben. Zudem wurden Stichkanäle, u. a. der Türkengraben, ausgehoben. Der Nymphenburg-Biedersteiner Kanal wurde in den Jahren 1702 bis 1704 über die Georgenschwaige bis zur Schwarzen Lacke gebaut.
Zur Zeit des Kanalbaus war die Gegend um die zukünftigen Münchner Stadtteile Nederling und Gern kaum besiedelt; Nederling bestand nur aus zwei Höfen und der Kanalbau wurde unabhängig von den Bedürfnissen der Bauern der Gegend vorangetrieben. Bald schon entwickelte sich der Kanal zum Anziehungspunkt für Badegäste: 1856 wurde an der Klugstraße das Bad Gern eröffnet. Bedingt durch den hohen Anziehungswert als Badestelle ließen sich in den folgenden Jahren mehrere Gastbetriebe mit Biergärten und angeschlossenen Kleinbrauereien nieder. Die letzte der Kleinbrauereien am Kanal wurde Anfang des 20. Jahrhunderts von der Löwenbräu AG übernommen.
Nach dem Umfeld des Schlosses zog sich der Kanal durch das Oberwiesenfeld, das im späten 19. Jahrhundert als Artillerie-Übungsgelände genutzt wurde. Für die Soldaten der angrenzenden Kasernen wurde am Kanal eine Militärschwimmschule angelegt.
1901 wurde der Kanal zwischen Leopoldstraße und Ungererbad mit dem Güterbahnhof Schwabing überbaut. Nach dem Abbau des Bahnhofs wurde der Kanal Ende der 1980er Jahre wieder freigelegt und in die Gestaltung des neu errichteten Wohngebietes an der Berliner Straße integriert. Mit dem Wohngebiet entstand der Schwabinger See, der durch den Nymphenburg-Biedersteiner-Kanal gespeist wird.

## Verlauf

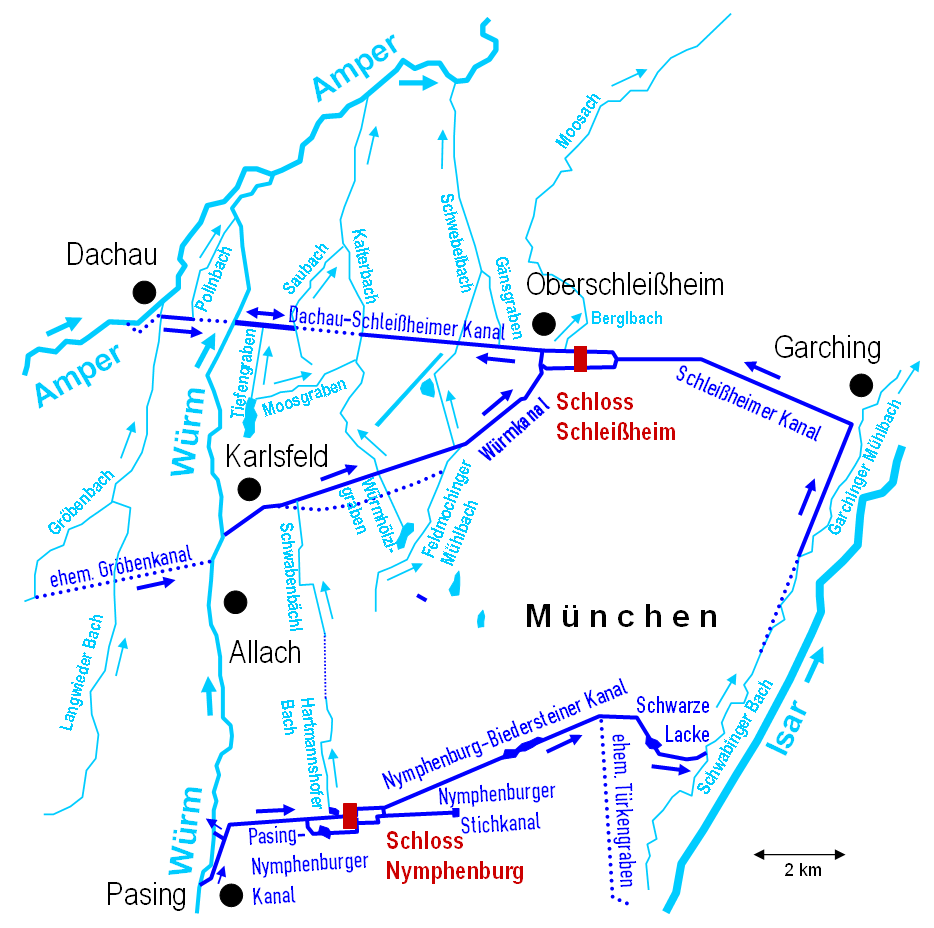
Kartenskizze: Nordmünchner Kanalsystem

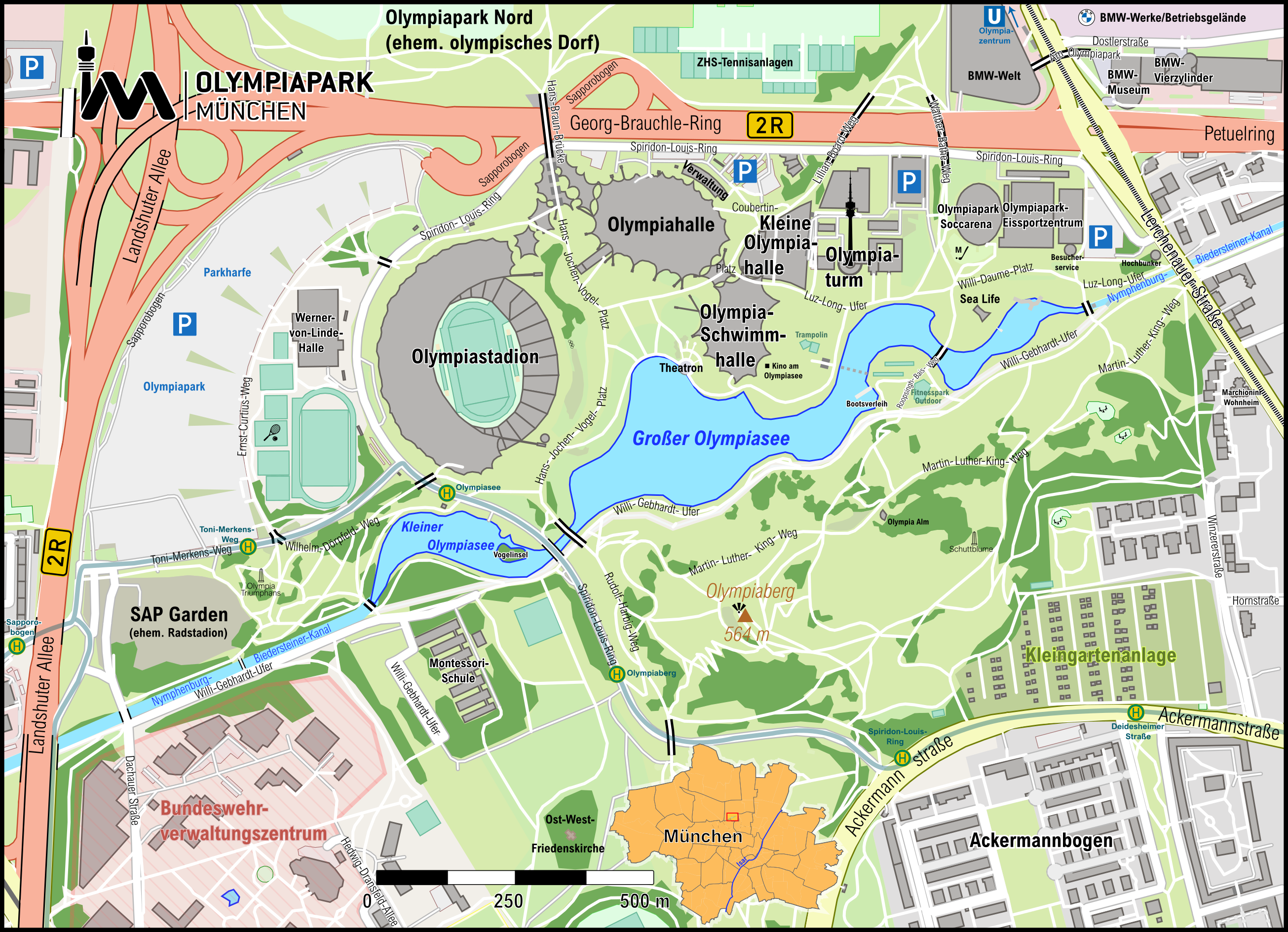
Verlauf im Olympiapark (mit dem Olympiasee)

Der Kanal zweigt am Schloss Nymphenburg mit zwei Anfängen, von denen einer direkt vom Nymphenburger Kanal und der andere vom Johannisbrunnhaus kommt, vom Nymphenburger Kanalsystem ab und treibt die Anlagen der Porzellanmanufaktur Nymphenburg am nördlichen Schlossrondell an. Anschließend führt er in Richtung Nordosten, wo er durch seinen Verlauf die Stadtteile Nederling und Gern voneinander trennt. Parallel verlaufende Straßen sowie Fuß- und Radwege rechts und links des Kanals fassen sein Ufer ein. Er fließt am Dantebad entlang, unterquert die Dachauer Straße und die Landshuter Allee und setzt seinen Weg nach Nordosten bis in den Olympiapark fort, wo er sich zum Olympiasee verbreitert. Am Anfang des Sees gibt es eine Ableitung in einen südlichen parallel zum See verlaufenden unterirdischen Seitenkanal, der nach der Brücke auf Höhe des Olympia-Eisstadions wieder eine Einleitung in den Kanal hat. Nach etwa einem Kilometer verengt sich der Kanal wieder, unterquert die Lerchenauer Straße und verläuft nun in Richtung Osten, vorbei an der Georgenschwaige/Luitpoldpark und parallel zum Petuelpark. Im Verlauf des Petuelparks wurden Störsteine eingefügt, um den Sauerstoffgehalt zu erhöhen.
Am Ostende des Petuelparks macht der Kanal einen scharfen Knick nach Südosten und läuft schräg unter der Leopoldstraße und der Berliner Straße hindurch, speist den Schwabinger See und fließt durch das städtische Freibad Ungererbad. Dann fließt der Kanal durch die Stengelstraße im namensgebenden Schwabinger Ortsteil Biederstein. Bei der Gaststätte Zum Brunnwart in der Biedersteiner Straße fließt der Kanal eine Geländestufe hinunter und treibt dabei die Kleinwasserkraftanlage am Biederstein an. An der Westseite des Englischen Gartens mündet der Kanal in den Schwabinger Bach. Der Endabschnitt des Kanals zwischen der Kleinwasserkraftanlage und der Mündung in den Schwabinger Bach wird auch „Schwarze Lacke“ genannt.
Koordinaten: 48° 10′ 31″ N, 11° 33′ 48″ O